# Ducado de Híjar
El ducado de Híjar es un título nobiliario español creado por Fernando "El Católico", el 16 de abril de 1483 para Juan Fernández de Híjar, señor de la baronía de Híjar.
El título fue confirmado en 1599 a su bisnieto Juan Francisco Fernández de Híjar, iv conde de Belchite, ya que no había sido usado este título por más de dos generaciones.
Felipe V concedió la grandeza de España el 16 de marzo de 1718 a Isidro Francisco de Silva, vii duque de Híjar, vii duque de Aliaga, vii duque de Lécera. Este título de duque de Híjar ha sido ostentado conjuntamente, por casi cuatrocientos años, por los mismos titulares que han llevado los títulos de duque de Aliaga y duque de Lécera, hasta que se separan a partir del xii Duque, José Rafael de Silva Fernández de Híjar y Palafox.
Su denominación hace referencia al municipio de Híjar, en la provincia de Teruel.

## Duques de Híjar
|                                     | Titular                                                         | Periodo                             |
| Creación por Fernando "El Católico" | Creación por Fernando "El Católico"                             | Creación por Fernando "El Católico" |
| ----------------------------------- | --------------------------------------------------------------- | ----------------------------------- |
| i                                   | Juan Fernández de Híjar y Cabrera                               | 1483-1493                           |
| ii                                  | Luis Fernández de Híjar y Beaumont                              | 1493-1517                           |
| iii                                 | Luis Fernández de Híjar y Ramírez de Arellano                   | 1517-1554                           |
| iv                                  | Juan Francisco Fernández de Híjar y Fernández de Heredia        | 1599-1614                           |
| v                                   | Isabel Margarita Fernández de Híjar y Castro-Pinós              | 1614-1642                           |
| vi                                  | Jaime Francisco Sarmiento de Silva                              | 1642-1700                           |
| vii                                 | Juana Petronila Silva Fernández de Híjar                        | 1700-1710                           |
| viii                                | Isidro Francisco Fernández de Híjar y Portugal Silva            | 1710-1749                           |
| ix                                  | Joaquín Diego de Silva y Moncada                                | 1749-1758                           |
| x                                   | Pedro de Alcántara Fernández de Híjar y Abarca de Bolea         | 1758-1808                           |
| xi                                  | Agustín Pedro de Silva-Fernández de Híjar y Palafox             | 1808-1817                           |
| xii                                 | María Francisca de Silva-Fernández de Híjar y Fitz-James-Stuart | 1817-1818                           |
| xiii                                | José Rafael de Silva Fernández de Híjar y Palafox               | 1818-1863                           |
| xiv                                 | Cayetano de Silva y Fernández de Córdoba                        | 1863-1865                           |
| xv                                  | Agustín de Silva y Bernuy                                       | 1865-1872                           |
| xvi                                 | Alfonso de Silva y Campbell                                     | 1872-1929                           |
| xvii                                | Alfonso de Silva y Fernández de Córdoba                         | 1929-1956                           |
| xviii                               | María del Rosario Cayetana Fitz-James Stuart y Silva            | 1956-2013                           |
| xix                                 | Alfonso Martínez de Irujo y Fitz-James Stuart                   | 2013-actual titular                 |

## Historia de los duques de Híjar

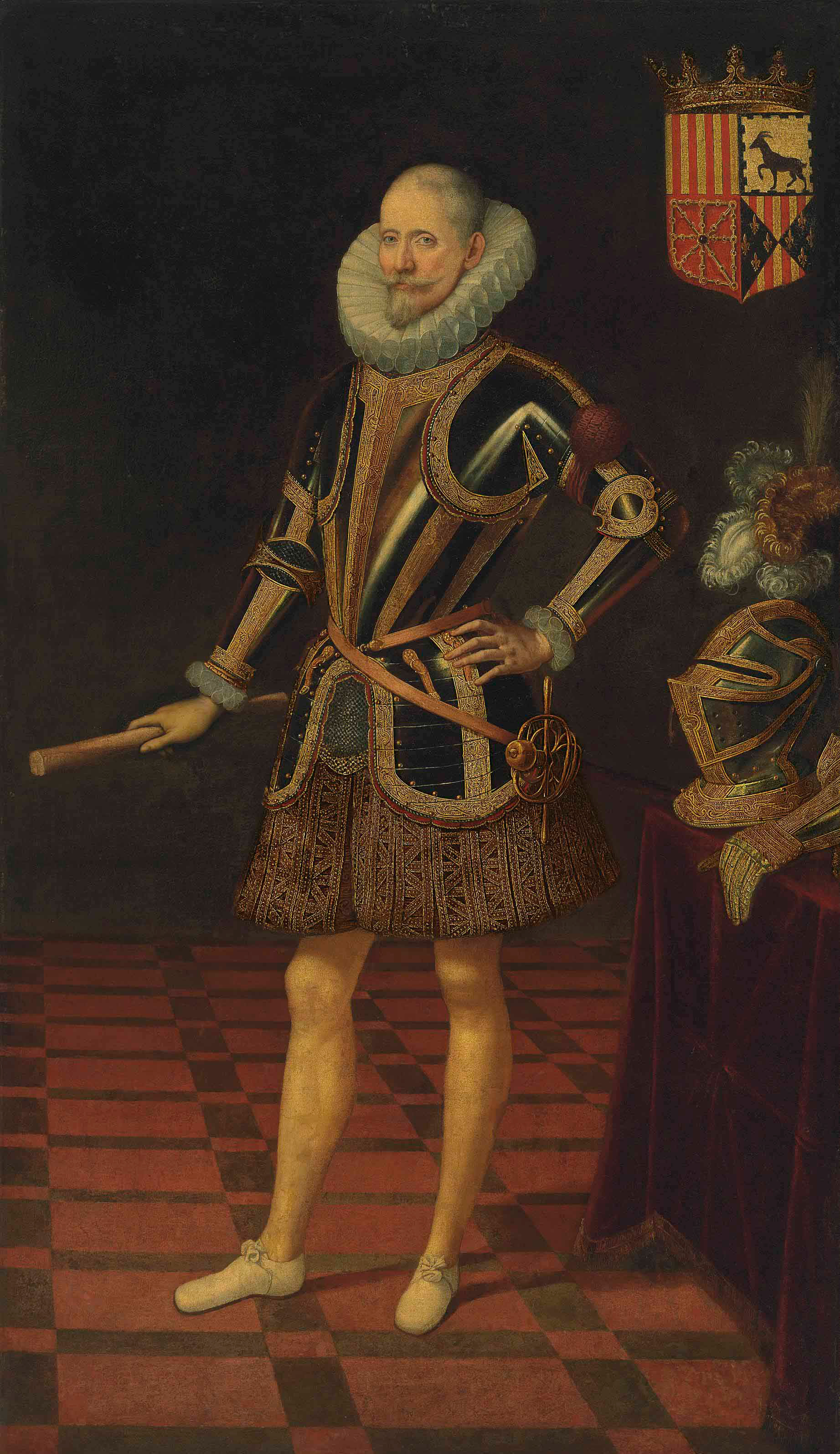
el iii duque de Híjar retratado por Juan Pantoja de la Cruz

- Cayetano de Silva y Fernández de Córdoba, xiii duque de Híjar, xiii duque de Lécera, ix duque de Bournonville, viii duque de Almazán, xiv marqués de Almenara, xix conde de Ribadeo, xviii conde de Salinas, xiii conde de Vallfogona, x marqués de Orani, x marqués de Vilanant, xiii conde de Aranda, xi marqués de Jódar, vizconde de Alquerforadat, xxi vizconde de Ebol.

1. Casó con María Soledad Bernuy y Valda, hija de Ana Agapita de Valda y Teijeiro, x marquesa de Valparaíso, v marquesa de Albudeite. Le sucedió su hijo:

- Agustín de Silva y Bernuy († en 1872) xiv duque de Híjar, xiv duque de Lécera, x duque de Bournonville, xiv conde de Aranda, x conde de Salvatierra, xix conde de Salinas, xx conde de Ribadeo, xv marqués de Almenara, vii marqués de Rupit, xiii conde de Castellflorit, viii marqués de San Vicente del Barco, marqués del Sobroso, vizconde de Alquerforadat, vizconde de Ebol, príncipe della Portella.

1. Casó con Luisa Ramona Fernández de Córdoba y Vera de Aragón, hija de Francisco de Paula Fernández de Córdoba y Lasso de la Vega, xix conde de la Puebla del Maestre, y de María Manuela de Vera de Aragón y Nin de Zatrillas, marquesa de Peñafuerte. Le sucedió su primo hermano:

- Alfonso de Silva y Campbell (1848-17 de febrero de 1930), xv duque de Híjar, ix marqués de San Vicente del Barco, xvi conde de Palma del Río, xv conde de Aranda, xvi marqués de Almenara, xxi conde de Ribadeo. Enterrado en el Cementerio de San Isidro de Madrid.

1. Casó con María del Dulce Nombre Fernández de Córdoba y Pérez de Barradas (fallecida el 28 de septiembre de 1923 y enterrada en el Cementerio de San Isidro de Madrid), hija de Luis Antonio Fernández de Córdoba Figueroa y Ponce de León, xv duque de Medinaceli, y de Ángela Pérez de Barradas, i duquesa de Denia, i duquesa de Tarifa. Le sucedió su hijo:

- Alfonso de Silva y Fernández de Córdoba (1877-1955), xvi duque de Híjar, xiv duque de Aliaga, x marqués de San Vicente del Barco, xvii conde de Palma del Río, xvi conde de Aranda, xi conde de Salvatierra, xvii marqués de Almenara, xxii conde de Ribadeo, gentilhombre grande de España con ejercicio y servidumbre del rey Alfonso XIII.

1. Casó con María del Rosario Gurtubay y González de Castejón. Le sucedió, en los derechos del ducado de Híjar, su hija:

- María del Rosario de Silva y Gurtubay (1900-1934) y x marquesa de San Vicente del Barco.

1. Casó con Jacobo Fitz-James Stuart y Falcó, xvii duque de Alba de Tormes, x duque de Berwick, x duque de Liria y Jérica, xi duque de Montoro, ii duque de Huéscar, ii duque de Arjona, xii conde-duque de Olivares etc. Le sucedió su hija:

- María del Rosario Cayetana Fitz-James Stuart y Silva, xvii duquesa de Híjar, xviii duquesa de Alba de Tormes, xi duquesa de Berwick, xi duquesa de Liria y Jérica, xii duquesa de Montoro, iii duquesa de Huéscar, xi duquesa de Arjona, xiv condesa-duquesa de Olivares, xi marquesa de San Vicente del Barco, XVIII marquesa de Almenara, xviii condesa de Palma del Río, etc.

1. Casó con Luis Martínez de Irujo y Artázcoz. Con sucesión.
2. Casó con Jesús Aguirre y Ortiz de Zárate. Sin sucesión de este matrimonio.
3. Casó con Alfonso Díez Carabantes. Sin sucesión de este matrimonio. De su primer matrimonio, le sucede por cesión del título, su segundogénito:

- Alfonso Martínez de Irujo y Fitz-James Stuart, xviii duque de Híjar, xv duque de Aliaga, marqués de Orani, xix marqués de Almenara, xviii conde de Aranda, conde de Ribadeo, conde de Guimerá, conde de Palma del Río.

## Árbol genealógico
| \| \| \| \| \| \| \| \| \| Juan Fernández de Híjar, i duque de Híjar (1419-1493) \| \| \| \| \| \| \| \| \| \| \| \| \| \| \| \| \| \| \| \| \| \| \| \| \| \| \| \| \| \| \| \| \| \| \| \| \| \| \| \| \| \| \| \| \| \| \| \| \| \| \| \| \| \| \| \| \| \| \| \| \| \| \| \| \| \| \| \| \| \| \| \| \| \| \| \| \| \| \| \| \| \| \| \| \| \| \| \| \| \| \| \| \| \| Luis Fernández de Híjar, viii señor de Híjar, ii duque de Aliaga († 1517) \| \| \| \| \| \| \| \| \| \| \| \| \| \| \| \| \| \| \| \| \| \| \| \| \| \| \| \| \| \| \| \| \| \| \| \| \| \| \| \| \| \| \| \| \| \| \| \| \| \| \| \| \| \| \| \| \| \| \| \| \| \| \| \| \| \| \| \| \| \| \| \| \| \| \| \| \| \| \| \| \| \| \| \| \| \| \| \| \| \| \| \| \| \| Luis Fernández de Híjar, ii conde de Belchite († 1509) \| \| \| \| \| \| \| \| \| \| \| \| \| \| \| \| \| \| \| \| \| \| \| \| \| \| \| \| \| \| \| \| \| \| \| \| \| \| \| \| \| \| \| \| \| \| \| \| \| \| \| \| \| \| \| \| \| \| \| \| \| \| \| \| \| \| \| \| \| \| \| \| \| \| \| \| \| \| \| \| \| \| \| \| \| \| \| \| \| \| \| \| \| \| Luis Fernández de Híjar, ix señor de Híjar, iii duque de Aliaga (1517-1554) \| \| \| \| \| \| \| \| \| \| \| \| \| \| \| \| \| \| \| \| \| \| \| \| \| \| \| \| \| \| \| \| \| \| \| \| \| \| \| \| \| \| \| \| \| \| \| \| \| \| \| \| \| \| \| \| \| \| \| \| \| \| \| \| \| \| \| \| \| \| \| \| \| \| \| \| \| \| \| \| \| \| \| \| \| \| \| \| \| \| \| \| \| \| Juan Francisco Fernández de Híjar, ii duque de Híjar (1552-1614) \| \| \| \| \| \| \| \| \| \| \| \| \| \| \| \| \| \| \| \| \| \| \| \| \| \| \| \| \| \| \| \| \| \| \| \| \| \| \| \| \| \| \| \| \| \| \| \| \| \| \| \| \| \| \| \| \| \| \| \| \| \| \| \| \| \| \| \| \| \| \| \| \| \| \| \| \| \| \| \| \| \| \| \| \| \| \| \| \| \| \| \| \| \| Isabel Margarita Fernández de Híjar, iii duquesa de Híjar (1603-1642) \| \| \| \| \| \| \| \| \| \| \| \| \| \| \| \| \| \| \| \| \| \| \| \| \| \| \| \| \| \| \| \| \| \| \| \| \| \| \| \| \| \| \| \| \| \| \| \| \| \| \| \| \| \| \| \| \| \| \| \| \| \| \| \| \| \| \| \| \| \| \| \| \| \| \| \| \| \| \| \| \| \| \| \| \| \| \| \| \| \| \| \| \| \| Jaime Francisco Sarmiento de Silva, iv duque de Híjar (1625-1700) \| \| \| \| \| \| \| \| \| \| \| \| \| \| \| \| \| \| \| \| \| \| \| \| \| \| \| \| \| \| \| \| \| \| \| \| \| \| \| \| \| \| \| \| \| \| \| \| \| \| \| \| \| \| \| \| \| \| \| \| \| \| \| \| \| \| \| \| \| \| \| \| \| \| \| \| \| \| \| \| \| \| \| \| \| \| \| \| \| \| \| \| \| \| Juana Petronila de Silva, v duquesa de Híjar (1669-1710) \| \| \| \| \| \| \| \| \| \| \| \| \| \| \| \| \| \| \| \| \| \| \| \| \| \| \| \| \| \| \| \| \| \| \| \| \| \| \| \| \| \| \| \| \| \| \| \| \| \| \| \| \| \| \| \| \| \| \| \| \| \| \| \| \| \| \| \| \| \| \| \| \| \| \| \| \| \| \| \| \| \| \| \| \| \| \| \| \| \| \| \| \| \| Isidoro Francisco Fernández de Híjar, vi duque de Híjar (1690-1749) \| \| \| \| \| \| \| \| \| \| \| \| \| \| \| \| \| \| \| \| \| \| \| \| \| \| \| \| \| \| \| \| \| \| \| \| \| \| \| \| \| \| \| \| \| \| \| \| \| \| \| \| \| \| \| \| \| \| \| \| \| \| \| \| \| \| \| \| \| \| \| \| \| \| \| \| \| \| \| \| \| \| \| \| \| \| \| \| \| \| \| \| \| \| Joaquín Diego de Silva, vii duque de Híjar (1721-1758) \| \| \| \| \| \| \| \| \| \| \| \| \| \| \| \| \| \| \| \| \| \| \| \| \| \| \| \| \| \| \| \| \| \| \| \| \| \| \| \| \| \| \| \| \| \| \| \| \| \| \| \| \| \| \| \| \| \| \| \| \| \| \| \| \| \| \| \| \| \| \| \| \| \| \| \| \| \| \| \| \| \| \| \| \| \| \| \| \| \| \| \| \| \| Pedro de Alcántara Fernández de Híjar, viii duque de Híjar (1741-1808) \| \| \| \| \| \| \| \| \| \| \| \| \| \| \| \| \| \| \| \| \| \| \| \| \| \| \| \| \| \| \| \| \| \| \| \| \| \| \| \| \| \| \| \| \| \| \| \| \| \| \| \| \| \| \| \| \| \| \| \| \| \| \| \| \| \| \| \| \| \| \| \| \| \| \| \| \| \| \| \| \| \| \| \| \| \| \| \| \| \| \| \| \| \| \| \| \| \| \| \| \| \| \| \| \| \| \| \| \| \| \| \| \| \| \| \| \| \| \| \| \| \| \| \| \| \| \| \| \| \| \| \| \| Agustín de Silva, ix duque de Híjar (1773-1817) \| Agustín de Silva, ix duque de Híjar (1773-1817) \| Agustín de Silva, ix duque de Híjar (1773-1817) \| Agustín de Silva, ix duque de Híjar (1773-1817) \| Agustín de Silva, ix duque de Híjar (1773-1817) \| Agustín de Silva, ix duque de Híjar (1773-1817) \| \| \| José Rafael de Silva, xi duque de Híjar (1776-1863) \| José Rafael de Silva, xi duque de Híjar (1776-1863) \| José Rafael de Silva, xi duque de Híjar (1776-1863) \| José Rafael de Silva, xi duque de Híjar (1776-1863) \| José Rafael de Silva, xi duque de Híjar (1776-1863) \| José Rafael de Silva, xi duque de Híjar (1776-1863) \| \| \| \| \| \| \| \| \| \| \| \| \| \| \| \| \| \| \| \| \| \| \| \| \| \| \| \| \| \| \| \| \| \| Agustín de Silva, ix duque de Híjar (1773-1817) \| Agustín de Silva, ix duque de Híjar (1773-1817) \| Agustín de Silva, ix duque de Híjar (1773-1817) \| Agustín de Silva, ix duque de Híjar (1773-1817) \| Agustín de Silva, ix duque de Híjar (1773-1817) \| Agustín de Silva, ix duque de Híjar (1773-1817) \| \| \| José Rafael de Silva, xi duque de Híjar (1776-1863) \| José Rafael de Silva, xi duque de Híjar (1776-1863) \| José Rafael de Silva, xi duque de Híjar (1776-1863) \| José Rafael de Silva, xi duque de Híjar (1776-1863) \| José Rafael de Silva, xi duque de Híjar (1776-1863) \| José Rafael de Silva, xi duque de Híjar (1776-1863) \| \| \| \| \| \| \| \| \| \| \| \| \| \| \| \| \| \| \| \| \| \| \| \| \| \| \| \| \| \| \| \| \| \| \| \| \| \| \| \| \| \| \| \| \| \| \| \| \| \| \| \| \| \| \| \| \| \| \| \| \| \| \| \| \| \| \| \| \| \| \| \| \| \| \| \| \| \| \| \| \| Francisca Javiera de Silva, x duquesa de Híjar (1795-1818) \| Francisca Javiera de Silva, x duquesa de Híjar (1795-1818) \| Francisca Javiera de Silva, x duquesa de Híjar (1795-1818) \| Francisca Javiera de Silva, x duquesa de Híjar (1795-1818) \| Francisca Javiera de Silva, x duquesa de Híjar (1795-1818) \| Francisca Javiera de Silva, x duquesa de Híjar (1795-1818) \| \| \| Cayetano de Silva, xii duque de Híjar (1805-1865) \| Cayetano de Silva, xii duque de Híjar (1805-1865) \| Cayetano de Silva, xii duque de Híjar (1805-1865) \| Cayetano de Silva, xii duque de Híjar (1805-1865) \| Cayetano de Silva, xii duque de Híjar (1805-1865) \| Cayetano de Silva, xii duque de Híjar (1805-1865) \| \| \| Andrés Avelino de Silva, xiv duque de Aliaga (1806-1885) \| Andrés Avelino de Silva, xiv duque de Aliaga (1806-1885) \| Andrés Avelino de Silva, xiv duque de Aliaga (1806-1885) \| Andrés Avelino de Silva, xiv duque de Aliaga (1806-1885) \| Andrés Avelino de Silva, xiv duque de Aliaga (1806-1885) \| Andrés Avelino de Silva, xiv duque de Aliaga (1806-1885) \| \| \| \| \| \| \| \| \| \| \| \| \| \| \| \| \| \| \| \| \| \| \| \| \| \| Francisca Javiera de Silva, x duquesa de Híjar (1795-1818) \| Francisca Javiera de Silva, x duquesa de Híjar (1795-1818) \| Francisca Javiera de Silva, x duquesa de Híjar (1795-1818) \| Francisca Javiera de Silva, x duquesa de Híjar (1795-1818) \| Francisca Javiera de Silva, x duquesa de Híjar (1795-1818) \| Francisca Javiera de Silva, x duquesa de Híjar (1795-1818) \| \| \| Cayetano de Silva, xii duque de Híjar (1805-1865) \| Cayetano de Silva, xii duque de Híjar (1805-1865) \| Cayetano de Silva, xii duque de Híjar (1805-1865) \| Cayetano de Silva, xii duque de Híjar (1805-1865) \| Cayetano de Silva, xii duque de Híjar (1805-1865) \| Cayetano de Silva, xii duque de Híjar (1805-1865) \| \| \| Andrés Avelino de Silva, xiv duque de Aliaga (1806-1885) \| Andrés Avelino de Silva, xiv duque de Aliaga (1806-1885) \| Andrés Avelino de Silva, xiv duque de Aliaga (1806-1885) \| Andrés Avelino de Silva, xiv duque de Aliaga (1806-1885) \| Andrés Avelino de Silva, xiv duque de Aliaga (1806-1885) \| Andrés Avelino de Silva, xiv duque de Aliaga (1806-1885) \| \| \| \| \| \| \| \| \| \| \| \| \| \| \| \| \| \| \| \| \| \| \| \| \| \| \| \| \| \| \| \| \| \| \| \| \| \| \| \| \| \| \| \| \| \| \| \| \| \| \| \| \| \| \| \| \| \| \| \| \| \| \| \| \| \| \| \| \| \| \| \| \| \| \| \| \| \| \| \| \| Agustín de Silva, xiii duque de Híjar (1822-1872) \| Agustín de Silva, xiii duque de Híjar (1822-1872) \| Agustín de Silva, xiii duque de Híjar (1822-1872) \| Agustín de Silva, xiii duque de Híjar (1822-1872) \| Agustín de Silva, xiii duque de Híjar (1822-1872) \| Agustín de Silva, xiii duque de Híjar (1822-1872) \| \| \| Alfonso de Silva, xiv duque de Híjar (1848-1929) \| Alfonso de Silva, xiv duque de Híjar (1848-1929) \| Alfonso de Silva, xiv duque de Híjar (1848-1929) \| Alfonso de Silva, xiv duque de Híjar (1848-1929) \| Alfonso de Silva, xiv duque de Híjar (1848-1929) \| Alfonso de Silva, xiv duque de Híjar (1848-1929) \| \| \| Jaime de Silva, xvi duque de Lécera (1852-1925) Con sucesión en los duques de Lécera. \| Jaime de Silva, xvi duque de Lécera (1852-1925) Con sucesión en los duques de Lécera. \| Jaime de Silva, xvi duque de Lécera (1852-1925) Con sucesión en los duques de Lécera. \| Jaime de Silva, xvi duque de Lécera (1852-1925) Con sucesión en los duques de Lécera. \| Jaime de Silva, xvi duque de Lécera (1852-1925) Con sucesión en los duques de Lécera. \| Jaime de Silva, xvi duque de Lécera (1852-1925) Con sucesión en los duques de Lécera. \| \| \| \| \| \| \| \| \| \| \| \| \| \| \| \| \| \| \| \| \| \| \| \| \| \| Agustín de Silva, xiii duque de Híjar (1822-1872) \| Agustín de Silva, xiii duque de Híjar (1822-1872) \| Agustín de Silva, xiii duque de Híjar (1822-1872) \| Agustín de Silva, xiii duque de Híjar (1822-1872) \| Agustín de Silva, xiii duque de Híjar (1822-1872) \| Agustín de Silva, xiii duque de Híjar (1822-1872) \| \| \| Alfonso de Silva, xiv duque de Híjar (1848-1929) \| Alfonso de Silva, xiv duque de Híjar (1848-1929) \| Alfonso de Silva, xiv duque de Híjar (1848-1929) \| Alfonso de Silva, xiv duque de Híjar (1848-1929) \| Alfonso de Silva, xiv duque de Híjar (1848-1929) \| Alfonso de Silva, xiv duque de Híjar (1848-1929) \| \| \| Jaime de Silva, xvi duque de Lécera (1852-1925) Con sucesión en los duques de Lécera. \| Jaime de Silva, xvi duque de Lécera (1852-1925) Con sucesión en los duques de Lécera. \| Jaime de Silva, xvi duque de Lécera (1852-1925) Con sucesión en los duques de Lécera. \| Jaime de Silva, xvi duque de Lécera (1852-1925) Con sucesión en los duques de Lécera. \| Jaime de Silva, xvi duque de Lécera (1852-1925) Con sucesión en los duques de Lécera. \| Jaime de Silva, xvi duque de Lécera (1852-1925) Con sucesión en los duques de Lécera. \| \| \| \| \| \| \| \| \| \| \| \| \| \| \| \| \| \| \| \| \| \| \| \| \| \| \| \| \| \| \| \| \| \| Alfonso de Silva, xv duque de Híjar (1877-1956) \| \| \| \| \| \| \| \| \| \| \| \| \| \| \| \| \| \| \| \| \| \| \| \| \| \| \| \| \| \| \| \| \| \| \| \| \| \| \| \| \| \| \| \| \| \| \| \| \| \| \| \| \| \| \| \| \| \| \| \| \| \| \| \| \| \| \| \| \| \| \| \| \| \| \| \| \| \| \| \| \| \| \| \| \| \| \| \| \| \| \| \| \| \| María del Rosario de Silva, duquesa de Alba (1900-1934) \| \| \| \| \| \| \| \| \| \| \| \| \| \| \| \| \| \| \| \| \| \| \| \| \| \| \| \| \| \| \| \| \| \| \| \| \| \| \| \| \| \| \| \| \| \| \| \| \| \| \| \| \| \| \| \| \| \| \| \| \| \| \| \| \| \| \| \| \| \| \| \| \| \| \| \| \| \| \| \| \| \| \| \| \| \| \| \| \| \| \| \| \| \| Cayetana Fitz-James Stuart, xviii duquesa de Alba, xvi duquesa de Híjar (1926-2014) \| \| \| \| \| \| \| \| \| \| \| \| \| \| \| \| \| \| \| \| \| \| \| \| \| \| \| \| \| \| \| \| \| \| \| \| \| \| \| \| \| \| \| \| \| \| \| \| \| \| \| \| \| \| \| \| \| \| \| \| \| \| \| \| \| \| \| \| \| \| \| \| \| \| \| \| \| \| \| \| \| \| \| \| \| \| \| \| \| \| \| \| \| \| \| \| \| \| \| \| \| \| \| \| \| \| \| \| \| \| \| \| \| \| \| \| \| \| \| \| \| \| \| \| \| \| \| \| \| \| \| \| \| \| \| \| \| \| \| \| \| Carlos Fitz-James Stuart, xix duque de Alba xiv duque de Huéscar (n. 1948) Con sucesión en la casa de Alba. \| Carlos Fitz-James Stuart, xix duque de Alba xiv duque de Huéscar (n. 1948) Con sucesión en la casa de Alba. \| Carlos Fitz-James Stuart, xix duque de Alba xiv duque de Huéscar (n. 1948) Con sucesión en la casa de Alba. \| Carlos Fitz-James Stuart, xix duque de Alba xiv duque de Huéscar (n. 1948) Con sucesión en la casa de Alba. \| Carlos Fitz-James Stuart, xix duque de Alba xiv duque de Huéscar (n. 1948) Con sucesión en la casa de Alba. \| Carlos Fitz-James Stuart, xix duque de Alba xiv duque de Huéscar (n. 1948) Con sucesión en la casa de Alba. \| \| \| Alfonso Martínez de Irujo, xvii duque de Híjar (n. 1950) \| Alfonso Martínez de Irujo, xvii duque de Híjar (n. 1950) \| Alfonso Martínez de Irujo, xvii duque de Híjar (n. 1950) \| Alfonso Martínez de Irujo, xvii duque de Híjar (n. 1950) \| Alfonso Martínez de Irujo, xvii duque de Híjar (n. 1950) \| Alfonso Martínez de Irujo, xvii duque de Híjar (n. 1950) \| \| \| \| \| \| \| \| \| \| \| \| \| \| \| \| \| \| \| \| \| \| \| \| \| \| \| \| \| \| \| \| \| \| Carlos Fitz-James Stuart, xix duque de Alba xiv duque de Huéscar (n. 1948) Con sucesión en la casa de Alba. \| Carlos Fitz-James Stuart, xix duque de Alba xiv duque de Huéscar (n. 1948) Con sucesión en la casa de Alba. \| Carlos Fitz-James Stuart, xix duque de Alba xiv duque de Huéscar (n. 1948) Con sucesión en la casa de Alba. \| Carlos Fitz-James Stuart, xix duque de Alba xiv duque de Huéscar (n. 1948) Con sucesión en la casa de Alba. \| Carlos Fitz-James Stuart, xix duque de Alba xiv duque de Huéscar (n. 1948) Con sucesión en la casa de Alba. \| Carlos Fitz-James Stuart, xix duque de Alba xiv duque de Huéscar (n. 1948) Con sucesión en la casa de Alba. \| \| \| Alfonso Martínez de Irujo, xvii duque de Híjar (n. 1950) \| Alfonso Martínez de Irujo, xvii duque de Híjar (n. 1950) \| Alfonso Martínez de Irujo, xvii duque de Híjar (n. 1950) \| Alfonso Martínez de Irujo, xvii duque de Híjar (n. 1950) \| Alfonso Martínez de Irujo, xvii duque de Híjar (n. 1950) \| Alfonso Martínez de Irujo, xvii duque de Híjar (n. 1950) \| \| \| \| \| \| \| \| \| \| \| \| \| \| \| \| \| \| \| \| \| \| \| \| \| \| \| \| \| \| \| \| \| \| \| \| \| \| \| \| \| \| Luis Martínez de Irujo y Hohenlohe (n. 1978) \| \| \| \| \| \| \| \| \| \| \| \| \| \| \| \| \| \| \| \| \| \| |                                                            |                                                            |                                                            |                                                            |                                                            |  |  |                                                                             |                                                     |                                                     |                                                     |                                                     |                                                     |  |  | | | | | | |  |  |                                                                                       |                                                                                       |                                                                                       |                                                                                       |                                                                                       |                                                                                       |  |  |  |  |  |  |  |  |  |  |  |  |  |  |  |  |
| |                                                            |                                                            |                                                            |                                                            |                                                            |  |  | Juan Fernández de Híjar, i duque de Híjar (1419-1493)                       |                                                     |                                                     |                                                     |                                                     |                                                     |  |  | | | | | | |  |  |                                                                                       |                                                                                       |                                                                                       |                                                                                       |                                                                                       |                                                                                       |  |  |  |  |  |  |  |  |  |  |  |  |  |  |  |  |
| |                                                            |                                                            |                                                            |                                                            |                                                            |  |  |                                                                             |                                                     |                                                     |                                                     |                                                     |                                                     |  |  | | | | | | |  |  |                                                                                       |                                                                                       |                                                                                       |                                                                                       |                                                                                       |                                                                                       |  |  |  |  |  |  |  |  |  |  |  |  |  |  |  |  |
| |                                                            |                                                            |                                                            |                                                            |                                                            |  |  | Luis Fernández de Híjar, viii señor de Híjar, ii duque de Aliaga († 1517)   |                                                     |                                                     |                                                     |                                                     |                                                     |  |  | | | | | | |  |  |                                                                                       |                                                                                       |                                                                                       |                                                                                       |                                                                                       |                                                                                       |  |  |  |  |  |  |  |  |  |  |  |  |  |  |  |  |
| |                                                            |                                                            |                                                            |                                                            |                                                            |  |  |                                                                             |                                                     |                                                     |                                                     |                                                     |                                                     |  |  | | | | | | |  |  |                                                                                       |                                                                                       |                                                                                       |                                                                                       |                                                                                       |                                                                                       |  |  |  |  |  |  |  |  |  |  |  |  |  |  |  |  |
| |                                                            |                                                            |                                                            |                                                            |                                                            |  |  | Luis Fernández de Híjar, ii conde de Belchite († 1509)                      |                                                     |                                                     |                                                     |                                                     |                                                     |  |  | | | | | | |  |  |                                                                                       |                                                                                       |                                                                                       |                                                                                       |                                                                                       |                                                                                       |  |  |  |  |  |  |  |  |  |  |  |  |  |  |  |  |
| |                                                            |                                                            |                                                            |                                                            |                                                            |  |  |                                                                             |                                                     |                                                     |                                                     |                                                     |                                                     |  |  | | | | | | |  |  |                                                                                       |                                                                                       |                                                                                       |                                                                                       |                                                                                       |                                                                                       |  |  |  |  |  |  |  |  |  |  |  |  |  |  |  |  |
| |                                                            |                                                            |                                                            |                                                            |                                                            |  |  | Luis Fernández de Híjar, ix señor de Híjar, iii duque de Aliaga (1517-1554) |                                                     |                                                     |                                                     |                                                     |                                                     |  |  | | | | | | |  |  |                                                                                       |                                                                                       |                                                                                       |                                                                                       |                                                                                       |                                                                                       |  |  |  |  |  |  |  |  |  |  |  |  |  |  |  |  |
| |                                                            |                                                            |                                                            |                                                            |                                                            |  |  |                                                                             |                                                     |                                                     |                                                     |                                                     |                                                     |  |  | | | | | | |  |  |                                                                                       |                                                                                       |                                                                                       |                                                                                       |                                                                                       |                                                                                       |  |  |  |  |  |  |  |  |  |  |  |  |  |  |  |  |
| |                                                            |                                                            |                                                            |                                                            |                                                            |  |  | Juan Francisco Fernández de Híjar, ii duque de Híjar (1552-1614)            |                                                     |                                                     |                                                     |                                                     |                                                     |  |  | | | | | | |  |  |                                                                                       |                                                                                       |                                                                                       |                                                                                       |                                                                                       |                                                                                       |  |  |  |  |  |  |  |  |  |  |  |  |  |  |  |  |
| |                                                            |                                                            |                                                            |                                                            |                                                            |  |  |                                                                             |                                                     |                                                     |                                                     |                                                     |                                                     |  |  | | | | | | |  |  |                                                                                       |                                                                                       |                                                                                       |                                                                                       |                                                                                       |                                                                                       |  |  |  |  |  |  |  |  |  |  |  |  |  |  |  |  |
| |                                                            |                                                            |                                                            |                                                            |                                                            |  |  | Isabel Margarita Fernández de Híjar, iii duquesa de Híjar (1603-1642)       |                                                     |                                                     |                                                     |                                                     |                                                     |  |  | | | | | | |  |  |                                                                                       |                                                                                       |                                                                                       |                                                                                       |                                                                                       |                                                                                       |  |  |  |  |  |  |  |  |  |  |  |  |  |  |  |  |
| |                                                            |                                                            |                                                            |                                                            |                                                            |  |  |                                                                             |                                                     |                                                     |                                                     |                                                     |                                                     |  |  | | | | | | |  |  |                                                                                       |                                                                                       |                                                                                       |                                                                                       |                                                                                       |                                                                                       |  |  |  |  |  |  |  |  |  |  |  |  |  |  |  |  |
| |                                                            |                                                            |                                                            |                                                            |                                                            |  |  | Jaime Francisco Sarmiento de Silva, iv duque de Híjar (1625-1700)           |                                                     |                                                     |                                                     |                                                     |                                                     |  |  | | | | | | |  |  |                                                                                       |                                                                                       |                                                                                       |                                                                                       |                                                                                       |                                                                                       |  |  |  |  |  |  |  |  |  |  |  |  |  |  |  |  |
| |                                                            |                                                            |                                                            |                                                            |                                                            |  |  |                                                                             |                                                     |                                                     |                                                     |                                                     |                                                     |  |  | | | | | | |  |  |                                                                                       |                                                                                       |                                                                                       |                                                                                       |                                                                                       |                                                                                       |  |  |  |  |  |  |  |  |  |  |  |  |  |  |  |  |
| |                                                            |                                                            |                                                            |                                                            |                                                            |  |  | Juana Petronila de Silva, v duquesa de Híjar (1669-1710)                    |                                                     |                                                     |                                                     |                                                     |                                                     |  |  | | | | | | |  |  |                                                                                       |                                                                                       |                                                                                       |                                                                                       |                                                                                       |                                                                                       |  |  |  |  |  |  |  |  |  |  |  |  |  |  |  |  |
| |                                                            |                                                            |                                                            |                                                            |                                                            |  |  |                                                                             |                                                     |                                                     |                                                     |                                                     |                                                     |  |  | | | | | | |  |  |                                                                                       |                                                                                       |                                                                                       |                                                                                       |                                                                                       |                                                                                       |  |  |  |  |  |  |  |  |  |  |  |  |  |  |  |  |
| |                                                            |                                                            |                                                            |                                                            |                                                            |  |  | Isidoro Francisco Fernández de Híjar, vi duque de Híjar (1690-1749)         |                                                     |                                                     |                                                     |                                                     |                                                     |  |  | | | | | | |  |  |                                                                                       |                                                                                       |                                                                                       |                                                                                       |                                                                                       |                                                                                       |  |  |  |  |  |  |  |  |  |  |  |  |  |  |  |  |
| |                                                            |                                                            |                                                            |                                                            |                                                            |  |  |                                                                             |                                                     |                                                     |                                                     |                                                     |                                                     |  |  | | | | | | |  |  |                                                                                       |                                                                                       |                                                                                       |                                                                                       |                                                                                       |                                                                                       |  |  |  |  |  |  |  |  |  |  |  |  |  |  |  |  |
| |                                                            |                                                            |                                                            |                                                            |                                                            |  |  | Joaquín Diego de Silva, vii duque de Híjar (1721-1758)                      |                                                     |                                                     |                                                     |                                                     |                                                     |  |  | | | | | | |  |  |                                                                                       |                                                                                       |                                                                                       |                                                                                       |                                                                                       |                                                                                       |  |  |  |  |  |  |  |  |  |  |  |  |  |  |  |  |
| |                                                            |                                                            |                                                            |                                                            |                                                            |  |  |                                                                             |                                                     |                                                     |                                                     |                                                     |                                                     |  |  | | | | | | |  |  |                                                                                       |                                                                                       |                                                                                       |                                                                                       |                                                                                       |                                                                                       |  |  |  |  |  |  |  |  |  |  |  |  |  |  |  |  |
| |                                                            |                                                            |                                                            |                                                            |                                                            |  |  | Pedro de Alcántara Fernández de Híjar, viii duque de Híjar (1741-1808)      |                                                     |                                                     |                                                     |                                                     |                                                     |  |  | | | | | | |  |  |                                                                                       |                                                                                       |                                                                                       |                                                                                       |                                                                                       |                                                                                       |  |  |  |  |  |  |  |  |  |  |  |  |  |  |  |  |
| |                                                            |                                                            |                                                            |                                                            |                                                            |  |  |                                                                             |                                                     |                                                     |                                                     |                                                     |                                                     |  |  | | | | | | |  |  |                                                                                       |                                                                                       |                                                                                       |                                                                                       |                                                                                       |                                                                                       |  |  |  |  |  |  |  |  |  |  |  |  |  |  |  |  |
| |                                                            |                                                            |                                                            |                                                            |                                                            |  |  |                                                                             |                                                     |                                                     |                                                     |                                                     |                                                     |  |  | | | | | | |  |  |                                                                                       |                                                                                       |                                                                                       |                                                                                       |                                                                                       |                                                                                       |  |  |  |  |  |  |  |  |  |  |  |  |  |  |  |  |
| Agustín de Silva, ix duque de Híjar (1773-1817) | Agustín de Silva, ix duque de Híjar (1773-1817)            | Agustín de Silva, ix duque de Híjar (1773-1817)            | Agustín de Silva, ix duque de Híjar (1773-1817)            | Agustín de Silva, ix duque de Híjar (1773-1817)            | Agustín de Silva, ix duque de Híjar (1773-1817)            |  |  | José Rafael de Silva, xi duque de Híjar (1776-1863)                         | José Rafael de Silva, xi duque de Híjar (1776-1863) | José Rafael de Silva, xi duque de Híjar (1776-1863) | José Rafael de Silva, xi duque de Híjar (1776-1863) | José Rafael de Silva, xi duque de Híjar (1776-1863) | José Rafael de Silva, xi duque de Híjar (1776-1863) |  |  | | | | | | |  |  |                                                                                       |                                                                                       |                                                                                       |                                                                                       |                                                                                       |                                                                                       |  |  |  |  |  |  |  |  |  |  |  |  |  |  |  |  |
| Agustín de Silva, ix duque de Híjar (1773-1817) | Agustín de Silva, ix duque de Híjar (1773-1817)            | Agustín de Silva, ix duque de Híjar (1773-1817)            | Agustín de Silva, ix duque de Híjar (1773-1817)            | Agustín de Silva, ix duque de Híjar (1773-1817)            | Agustín de Silva, ix duque de Híjar (1773-1817)            |  |  | José Rafael de Silva, xi duque de Híjar (1776-1863)                         | José Rafael de Silva, xi duque de Híjar (1776-1863) | José Rafael de Silva, xi duque de Híjar (1776-1863) | José Rafael de Silva, xi duque de Híjar (1776-1863) | José Rafael de Silva, xi duque de Híjar (1776-1863) | José Rafael de Silva, xi duque de Híjar (1776-1863) |  |  | | | | | | |  |  |                                                                                       |                                                                                       |                                                                                       |                                                                                       |                                                                                       |                                                                                       |  |  |  |  |  |  |  |  |  |  |  |  |  |  |  |  |
| |                                                            |                                                            |                                                            |                                                            |                                                            |  |  |                                                                             |                                                     |                                                     |                                                     |                                                     |                                                     |  |  | | | | | | |  |  |                                                                                       |                                                                                       |                                                                                       |                                                                                       |                                                                                       |                                                                                       |  |  |  |  |  |  |  |  |  |  |  |  |  |  |  |  |
| Francisca Javiera de Silva, x duquesa de Híjar (1795-1818) | Francisca Javiera de Silva, x duquesa de Híjar (1795-1818) | Francisca Javiera de Silva, x duquesa de Híjar (1795-1818) | Francisca Javiera de Silva, x duquesa de Híjar (1795-1818) | Francisca Javiera de Silva, x duquesa de Híjar (1795-1818) | Francisca Javiera de Silva, x duquesa de Híjar (1795-1818) |  |  | Cayetano de Silva, xii duque de Híjar (1805-1865)                           | Cayetano de Silva, xii duque de Híjar (1805-1865)   | Cayetano de Silva, xii duque de Híjar (1805-1865)   | Cayetano de Silva, xii duque de Híjar (1805-1865)   | Cayetano de Silva, xii duque de Híjar (1805-1865)   | Cayetano de Silva, xii duque de Híjar (1805-1865)   |  |  | Andrés Avelino de Silva, xiv duque de Aliaga (1806-1885)                                                    | Andrés Avelino de Silva, xiv duque de Aliaga (1806-1885)                                                    | Andrés Avelino de Silva, xiv duque de Aliaga (1806-1885)                                                    | Andrés Avelino de Silva, xiv duque de Aliaga (1806-1885)                                                    | Andrés Avelino de Silva, xiv duque de Aliaga (1806-1885)                                                    | Andrés Avelino de Silva, xiv duque de Aliaga (1806-1885)                                                    |  |  |                                                                                       |                                                                                       |                                                                                       |                                                                                       |                                                                                       |                                                                                       |  |  |  |  |  |  |  |  |  |  |  |  |  |  |  |  |
| Francisca Javiera de Silva, x duquesa de Híjar (1795-1818) | Francisca Javiera de Silva, x duquesa de Híjar (1795-1818) | Francisca Javiera de Silva, x duquesa de Híjar (1795-1818) | Francisca Javiera de Silva, x duquesa de Híjar (1795-1818) | Francisca Javiera de Silva, x duquesa de Híjar (1795-1818) | Francisca Javiera de Silva, x duquesa de Híjar (1795-1818) |  |  | Cayetano de Silva, xii duque de Híjar (1805-1865)                           | Cayetano de Silva, xii duque de Híjar (1805-1865)   | Cayetano de Silva, xii duque de Híjar (1805-1865)   | Cayetano de Silva, xii duque de Híjar (1805-1865)   | Cayetano de Silva, xii duque de Híjar (1805-1865)   | Cayetano de Silva, xii duque de Híjar (1805-1865)   |  |  | Andrés Avelino de Silva, xiv duque de Aliaga (1806-1885)                                                    | Andrés Avelino de Silva, xiv duque de Aliaga (1806-1885)                                                    | Andrés Avelino de Silva, xiv duque de Aliaga (1806-1885)                                                    | Andrés Avelino de Silva, xiv duque de Aliaga (1806-1885)                                                    | Andrés Avelino de Silva, xiv duque de Aliaga (1806-1885)                                                    | Andrés Avelino de Silva, xiv duque de Aliaga (1806-1885)                                                    |  |  |                                                                                       |                                                                                       |                                                                                       |                                                                                       |                                                                                       |                                                                                       |  |  |  |  |  |  |  |  |  |  |  |  |  |  |  |  |
| |                                                            |                                                            |                                                            |                                                            |                                                            |  |  |                                                                             |                                                     |                                                     |                                                     |                                                     |                                                     |  |  | | | | | | |  |  |                                                                                       |                                                                                       |                                                                                       |                                                                                       |                                                                                       |                                                                                       |  |  |  |  |  |  |  |  |  |  |  |  |  |  |  |  |
| |                                                            |                                                            |                                                            |                                                            |                                                            |  |  | Agustín de Silva, xiii duque de Híjar (1822-1872)                           | Agustín de Silva, xiii duque de Híjar (1822-1872)   | Agustín de Silva, xiii duque de Híjar (1822-1872)   | Agustín de Silva, xiii duque de Híjar (1822-1872)   | Agustín de Silva, xiii duque de Híjar (1822-1872)   | Agustín de Silva, xiii duque de Híjar (1822-1872)   |  |  | Alfonso de Silva, xiv duque de Híjar (1848-1929)                                                            | Alfonso de Silva, xiv duque de Híjar (1848-1929)                                                            | Alfonso de Silva, xiv duque de Híjar (1848-1929)                                                            | Alfonso de Silva, xiv duque de Híjar (1848-1929)                                                            | Alfonso de Silva, xiv duque de Híjar (1848-1929)                                                            | Alfonso de Silva, xiv duque de Híjar (1848-1929)                                                            |  |  | Jaime de Silva, xvi duque de Lécera (1852-1925) Con sucesión en los duques de Lécera. | Jaime de Silva, xvi duque de Lécera (1852-1925) Con sucesión en los duques de Lécera. | Jaime de Silva, xvi duque de Lécera (1852-1925) Con sucesión en los duques de Lécera. | Jaime de Silva, xvi duque de Lécera (1852-1925) Con sucesión en los duques de Lécera. | Jaime de Silva, xvi duque de Lécera (1852-1925) Con sucesión en los duques de Lécera. | Jaime de Silva, xvi duque de Lécera (1852-1925) Con sucesión en los duques de Lécera. |  |  |  |  |  |  |  |  |  |  |  |  |  |  |  |  |
| |                                                            |                                                            |                                                            |                                                            |                                                            |  |  | Agustín de Silva, xiii duque de Híjar (1822-1872)                           | Agustín de Silva, xiii duque de Híjar (1822-1872)   | Agustín de Silva, xiii duque de Híjar (1822-1872)   | Agustín de Silva, xiii duque de Híjar (1822-1872)   | Agustín de Silva, xiii duque de Híjar (1822-1872)   | Agustín de Silva, xiii duque de Híjar (1822-1872)   |  |  | Alfonso de Silva, xiv duque de Híjar (1848-1929)                                                            | Alfonso de Silva, xiv duque de Híjar (1848-1929)                                                            | Alfonso de Silva, xiv duque de Híjar (1848-1929)                                                            | Alfonso de Silva, xiv duque de Híjar (1848-1929)                                                            | Alfonso de Silva, xiv duque de Híjar (1848-1929)                                                            | Alfonso de Silva, xiv duque de Híjar (1848-1929)                                                            |  |  | Jaime de Silva, xvi duque de Lécera (1852-1925) Con sucesión en los duques de Lécera. | Jaime de Silva, xvi duque de Lécera (1852-1925) Con sucesión en los duques de Lécera. | Jaime de Silva, xvi duque de Lécera (1852-1925) Con sucesión en los duques de Lécera. | Jaime de Silva, xvi duque de Lécera (1852-1925) Con sucesión en los duques de Lécera. | Jaime de Silva, xvi duque de Lécera (1852-1925) Con sucesión en los duques de Lécera. | Jaime de Silva, xvi duque de Lécera (1852-1925) Con sucesión en los duques de Lécera. |  |  |  |  |  |  |  |  |  |  |  |  |  |  |  |  |
| |                                                            |                                                            |                                                            |                                                            |                                                            |  |  |                                                                             |                                                     |                                                     |                                                     |                                                     |                                                     |  |  | Alfonso de Silva, xv duque de Híjar (1877-1956)                                                             | | | | | |  |  |                                                                                       |                                                                                       |                                                                                       |                                                                                       |                                                                                       |                                                                                       |  |  |  |  |  |  |  |  |  |  |  |  |  |  |  |  |
| |                                                            |                                                            |                                                            |                                                            |                                                            |  |  |                                                                             |                                                     |                                                     |                                                     |                                                     |                                                     |  |  | | | | | | |  |  |                                                                                       |                                                                                       |                                                                                       |                                                                                       |                                                                                       |                                                                                       |  |  |  |  |  |  |  |  |  |  |  |  |  |  |  |  |
| |                                                            |                                                            |                                                            |                                                            |                                                            |  |  |                                                                             |                                                     |                                                     |                                                     |                                                     |                                                     |  |  | María del Rosario de Silva, duquesa de Alba (1900-1934)                                                     | | | | | |  |  |                                                                                       |                                                                                       |                                                                                       |                                                                                       |                                                                                       |                                                                                       |  |  |  |  |  |  |  |  |  |  |  |  |  |  |  |  |
| |                                                            |                                                            |                                                            |                                                            |                                                            |  |  |                                                                             |                                                     |                                                     |                                                     |                                                     |                                                     |  |  | | | | | | |  |  |                                                                                       |                                                                                       |                                                                                       |                                                                                       |                                                                                       |                                                                                       |  |  |  |  |  |  |  |  |  |  |  |  |  |  |  |  |
| |                                                            |                                                            |                                                            |                                                            |                                                            |  |  |                                                                             |                                                     |                                                     |                                                     |                                                     |                                                     |  |  | Cayetana Fitz-James Stuart, xviii duquesa de Alba, xvi duquesa de Híjar (1926-2014)                         | | | | | |  |  |                                                                                       |                                                                                       |                                                                                       |                                                                                       |                                                                                       |                                                                                       |  |  |  |  |  |  |  |  |  |  |  |  |  |  |  |  |
| |                                                            |                                                            |                                                            |                                                            |                                                            |  |  |                                                                             |                                                     |                                                     |                                                     |                                                     |                                                     |  |  | | | | | | |  |  |                                                                                       |                                                                                       |                                                                                       |                                                                                       |                                                                                       |                                                                                       |  |  |  |  |  |  |  |  |  |  |  |  |  |  |  |  |
| |                                                            |                                                            |                                                            |                                                            |                                                            |  |  |                                                                             |                                                     |                                                     |                                                     |                                                     |                                                     |  |  | | | | | | |  |  |                                                                                       |                                                                                       |                                                                                       |                                                                                       |                                                                                       |                                                                                       |  |  |  |  |  |  |  |  |  |  |  |  |  |  |  |  |
| |                                                            |                                                            |                                                            |                                                            |                                                            |  |  |                                                                             |                                                     |                                                     |                                                     |                                                     |                                                     |  |  | Carlos Fitz-James Stuart, xix duque de Alba xiv duque de Huéscar (n. 1948) Con sucesión en la casa de Alba. | Carlos Fitz-James Stuart, xix duque de Alba xiv duque de Huéscar (n. 1948) Con sucesión en la casa de Alba. | Carlos Fitz-James Stuart, xix duque de Alba xiv duque de Huéscar (n. 1948) Con sucesión en la casa de Alba. | Carlos Fitz-James Stuart, xix duque de Alba xiv duque de Huéscar (n. 1948) Con sucesión en la casa de Alba. | Carlos Fitz-James Stuart, xix duque de Alba xiv duque de Huéscar (n. 1948) Con sucesión en la casa de Alba. | Carlos Fitz-James Stuart, xix duque de Alba xiv duque de Huéscar (n. 1948) Con sucesión en la casa de Alba. |  |  | Alfonso Martínez de Irujo, xvii duque de Híjar (n. 1950)                              | Alfonso Martínez de Irujo, xvii duque de Híjar (n. 1950)                              | Alfonso Martínez de Irujo, xvii duque de Híjar (n. 1950)                              | Alfonso Martínez de Irujo, xvii duque de Híjar (n. 1950)                              | Alfonso Martínez de Irujo, xvii duque de Híjar (n. 1950)                              | Alfonso Martínez de Irujo, xvii duque de Híjar (n. 1950)                              |  |  |  |  |  |  |  |  |  |  |  |  |  |  |  |  |
| |                                                            |                                                            |                                                            |                                                            |                                                            |  |  |                                                                             |                                                     |                                                     |                                                     |                                                     |                                                     |  |  | Carlos Fitz-James Stuart, xix duque de Alba xiv duque de Huéscar (n. 1948) Con sucesión en la casa de Alba. | Carlos Fitz-James Stuart, xix duque de Alba xiv duque de Huéscar (n. 1948) Con sucesión en la casa de Alba. | Carlos Fitz-James Stuart, xix duque de Alba xiv duque de Huéscar (n. 1948) Con sucesión en la casa de Alba. | Carlos Fitz-James Stuart, xix duque de Alba xiv duque de Huéscar (n. 1948) Con sucesión en la casa de Alba. | Carlos Fitz-James Stuart, xix duque de Alba xiv duque de Huéscar (n. 1948) Con sucesión en la casa de Alba. | Carlos Fitz-James Stuart, xix duque de Alba xiv duque de Huéscar (n. 1948) Con sucesión en la casa de Alba. |  |  | Alfonso Martínez de Irujo, xvii duque de Híjar (n. 1950)                              | Alfonso Martínez de Irujo, xvii duque de Híjar (n. 1950)                              | Alfonso Martínez de Irujo, xvii duque de Híjar (n. 1950)                              | Alfonso Martínez de Irujo, xvii duque de Híjar (n. 1950)                              | Alfonso Martínez de Irujo, xvii duque de Híjar (n. 1950)                              | Alfonso Martínez de Irujo, xvii duque de Híjar (n. 1950)                              |  |  |  |  |  |  |  |  |  |  |  |  |  |  |  |  |
| |                                                            |                                                            |                                                            |                                                            |                                                            |  |  |                                                                             |                                                     |                                                     |                                                     |                                                     |                                                     |  |  | | | | | | |  |  | Luis Martínez de Irujo y Hohenlohe (n. 1978)                                          |                                                                                       |                                                                                       |                                                                                       |                                                                                       |                                                                                       |  |  |  |  |  |  |  |  |  |  |  |  |  |  |  |  |